# NGC 3314

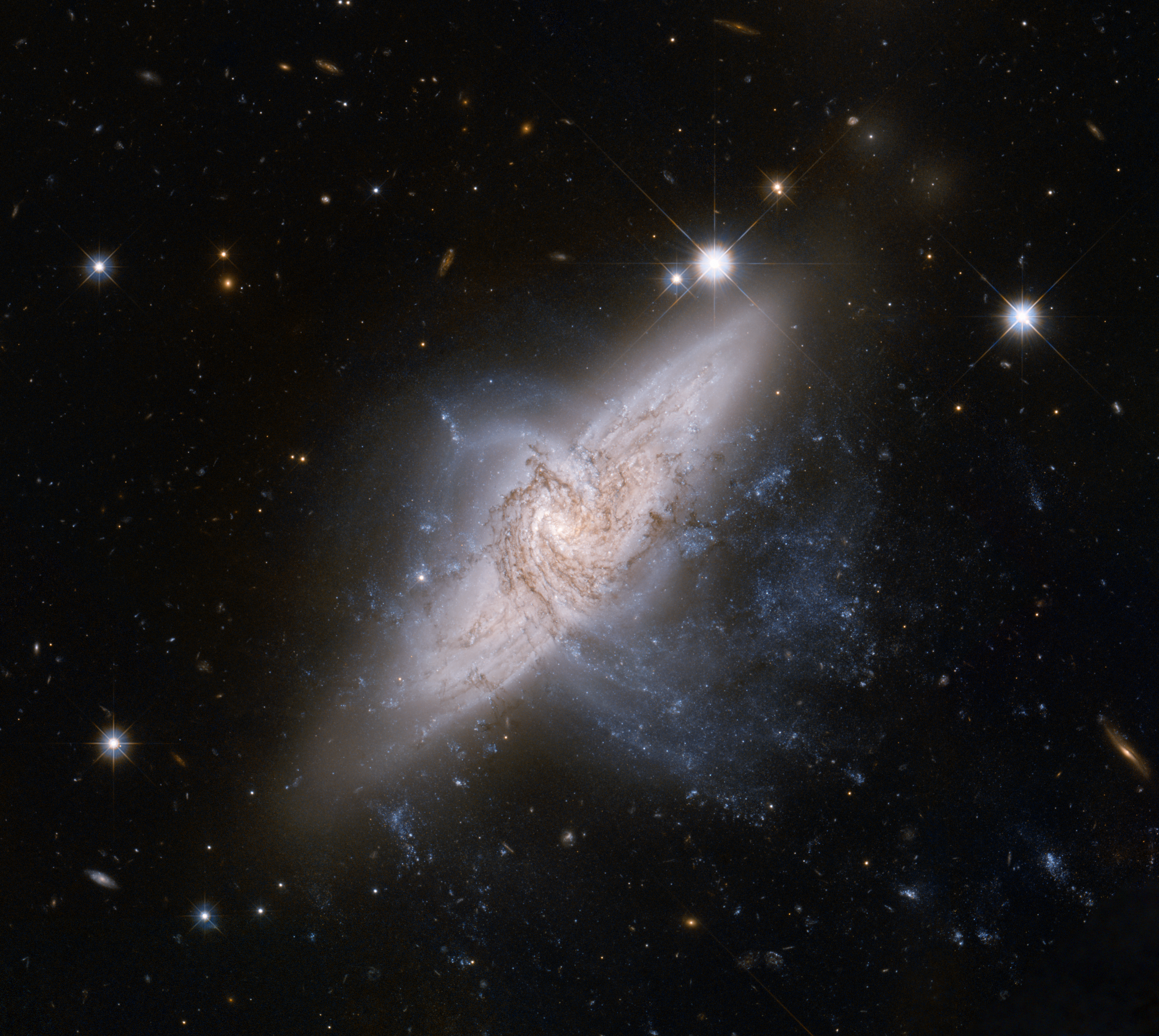
Hubble view of NGC 3314 - Heic1208a.tif

NGC 3314 é uma galáxia espiral na direção da constelação de Hydra. O objeto foi descoberto pelo astrônomo John Herschel em 1835, usando um telescópio refletor com abertura de 18,7 polegadas. Devido a sua moderada magnitude aparente (+13), é visível apenas com telescópios amadores ou com equipamentos superiores.